# Gram
Un gram reprezintă a mia parte dintr-un kilogram.
| Nume   | quetta | ronna | yotta | zetta | exa  | peta  | tera  | giga  | mega  | kilo  | hecto | deca   |
| Simbol | Q      | R     | Y     | Z     | E    | P     | T     | G     | M     | k     | h     | da     |
| Factor | 1030   | 1027  | 1024  | 1021  | 1018 | 1015  | 1012  | 109   | 106   | 103   | 102   | 101    |
| Nume   | deci   | centi | mili  | micro | nano | pico  | femto | atto  | zepto | yokto | ronto | quekto |
| Simbol | d      | c     | m     | µ     | n    | p     | f     | a     | z     | y     | r     | q      |
| Factor | 10−1   | 10−2  | 10−3  | 10−6  | 10−9 | 10−12 | 10−15 | 10−18 | 10−21 | 10−24 | 10−27 | 10−30  |